# Hans-Ulrich Schachtner
Hans-Ulrich Schachtner (* 1944) ist ein deutscher Psychologe und Autor.

## Leben
Nach seinem Abitur in Passau 1965 nahm Schachtner ein Studium der Psychologie an der Ludwig-Maximilians-Universität München auf, das er 1971 abschloss. Er war Schüler von Milton H. Erickson und Mitbegründer der Milton-Erickson-Gesellschaft. Ab 1981 machte er die Provokative Therapie in Deutschland bekannt. Er leitete daraus den Provokativen Kommunikations-Stil („ProSt“) ab und modifizierte diesen unter dem Begriff Magischer Kommunikations-Stil („MagSt“). Zielsetzung ist, über eine wohlwollende Einflussnahme eine Win-win-Situation zu schaffen.

## Werke
- mit Eleonore Höfner: Das wäre doch gelacht! Humor und Provokation in der Therapie. Rowohlt, 1995, ISBN 3-498-02929-0.
  - Polnisch: Uzdrawiająca siła śmiechu. Humor i prowokacja w terapii. Białystok 2012, ISBN 978-83-7377-534-3.
- mit Elisabeth Eberhard: Provokativer Stil. ProSt-1×1 von A–Z. Harmony Balance Edition, 2. überarb. Aufl. 2012 (2007), ISBN 978-3-939924-19-7.
- Frech, aber unwiderstehlich. Der Magische Kommunikations-Stil. Harmony Balance Edition, 2011 (2007), ISBN 978-3-939924-23-4.